# Omar Kharbin
Omar Maher Kharbin (Damasco, 15 de janeiro de 1994) é um futebolista profissional sírio, que atua como atacante. Foi eleito Futebolista Asiático do Ano de 2017.

## Carreira

### Inicio
Kharbin começou ainda pequeno vendo seu irmão mais velho jogar Mohamed, nas ruas de Damasco. Então, Omar ingressou e começou a se destacar no clube da capital Al-Wahda.

### Al Wahda
Omar Kharbin se profissionalizou no Al-Wahda, clube de Damasco, com a idade de 15 anos, em 2009. No clube atuou por quatro temporadas.

## Títulos
Al Hilal
- Saudi Professional League (2): 2016–17, 2017–18
- King's Cup (1): 2017

### Internacional
Síria
- WAFF Championship (1): 2012

### Individual
- Artilheiro da AFC Champions League: 2017
- Futebolista Asiático do Ano: 2017